# 고희경 (조선귀족)
고희경(高羲敬, 1873년 7월 22일 ~ 1934년 2월 27일)은 일제강점기의 조선귀족이다. 본관은 제주이며 본적은 경성부 통동이다.

## 생애
정미칠적과 경술국적에 포함되어 있는 고영희 자작의 아들로 태어났다.
1885년 개화파였던 아버지의 영향으로 미국인을 초빙하여 영어를 가르친 국내 최초의 근대식 공립 학교 육영공원을 졸업하고 1891년 진사가 되면서 관직에 나가기 시작했다. 초기에는 뛰어난 외국어 실력으로 외교 업무를, 이후에는 황실 관련 업무를 주로 담당했다.
1902년 이재각이 단장을 맡은 영국의 에드워드 7세 즉위 축하 사절단의 일원으로 영국에 다녀왔다. 1906년 예식원 부경(副卿)과 제도국 의정관, 궁내부의 예식과장과 예식관에 임명되었고, 이듬해 일본 황태자를 맞는 봉영위원(奉迎委員)을 지냈다. 같은해 시강원에서 일하면서 영친왕의 강제 일본 유학 때 배종했다.
한일 병합 조약 체결 후에는 황실이 왕실로 격하되었고, 고희경은 이왕직 사무관으로 계속 왕실 관련 업무를 맡았다. 이 때문에 현재 남아 있는 순종의 가족 사진에 등장하기도 한다.
아버지 고영희가 1916년 사망하자 자작 작위를 물려받았다가 1920년 백작으로 승급했고, 1926년에는 조선총독부 중추원 고문에 임명되었다. 고영희와 고희경 부자는 유일하게 2대에 거쳐 중추원 고문을 지낸 인물들이다.
1934년 2월 27일 도쿄 시바구 시로카네에 있는 자택에서 담낭염으로 사망하였다.
1935년 총독부가 편찬한 《조선공로자명감》에는 조선인 공로자 353명 중 한 명으로 수록되어 있다.

## 사후
2002년 발표된 친일파 708인 명단과 2008년 민족문제연구소에서 친일인명사전에 수록하기 위해 정리한 친일인명사전 수록예정자 명단에 아버지 고영희와 함께 선정되었다. 두 명단에는 1934년 6월 1일 그의 작위를 습작 받은 고흥겸도 포함되어 있다.
2007년 대한민국 친일반민족행위자재산조사위원회는 고희경의 토지를 국가로 환수하기로 결정했고, 11월 22일 제3차 재산환수 대상자를 결정하면서 친일반민족행위자 재산의 국가귀속에 관한 특별법 시행 이후 제3자에게 처분한 고희경의 재산까지 국가 귀속 결정을 내렸다.
이후, 2년 뒤인 2009년에 고희경의 후손들이 고희경의 재산들을 자진하여 반납하기로 하였다.
2007년 12월 6일 대한민국 친일반민족행위진상규명위원회가 발표한 친일반민족행위 195인 명단에도 선정되어 있다.

## 같이 보기
- 조선총독부 중추원
- 이왕직
- 고영희

## 참고자료
- 친일반민족행위진상규명위원회 (2007년 12월). 〈고희경〉 (PDF). 《2007년도 조사보고서 II - 친일반민족행위결정이유서》. 서울. 492~405쪽쪽. 발간등록번호 11-1560010-0000002-10. [깨진 링크(과거 내용 찾기)]